# 馬塞爾·雅各布斯

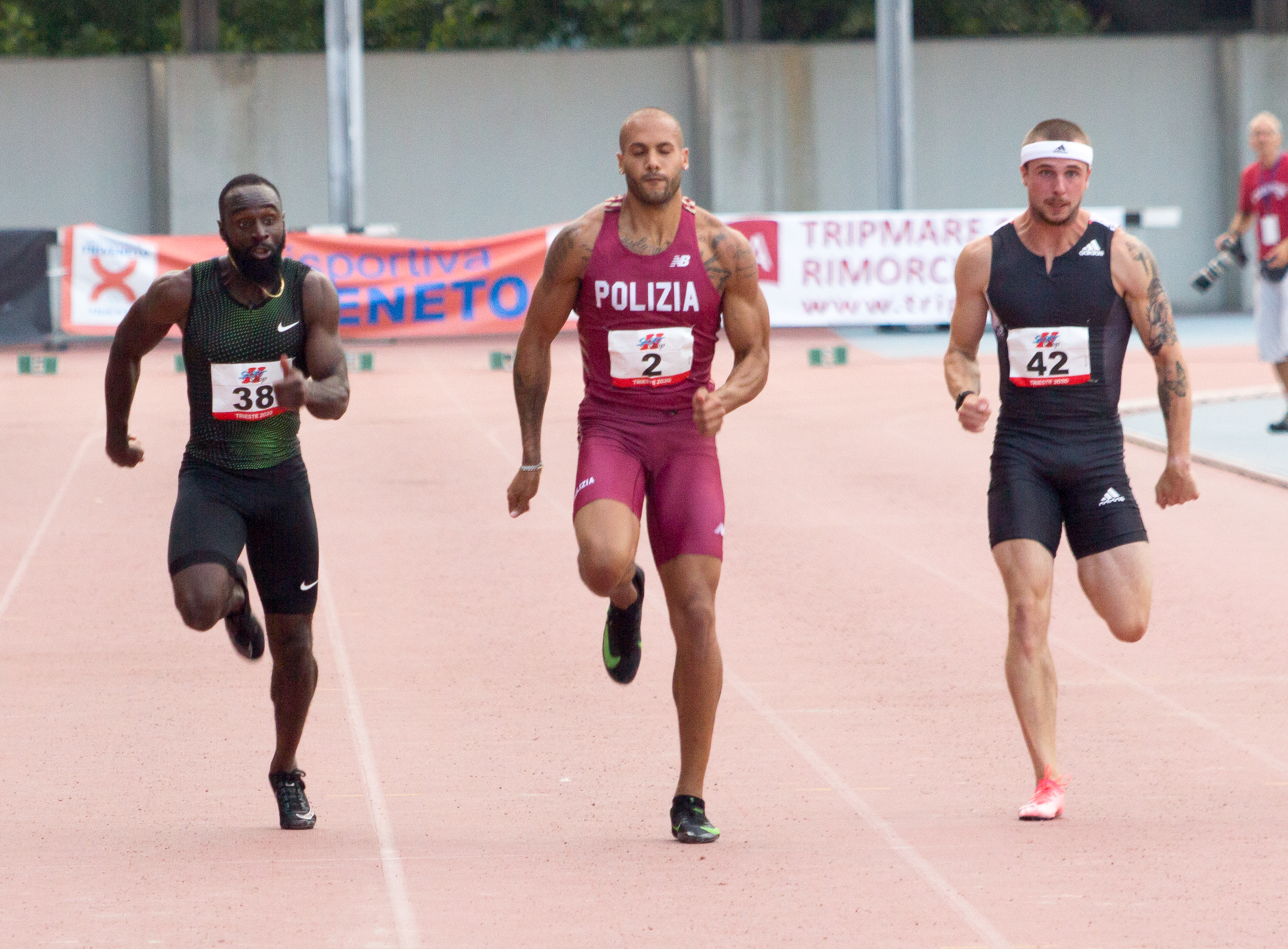
2020年

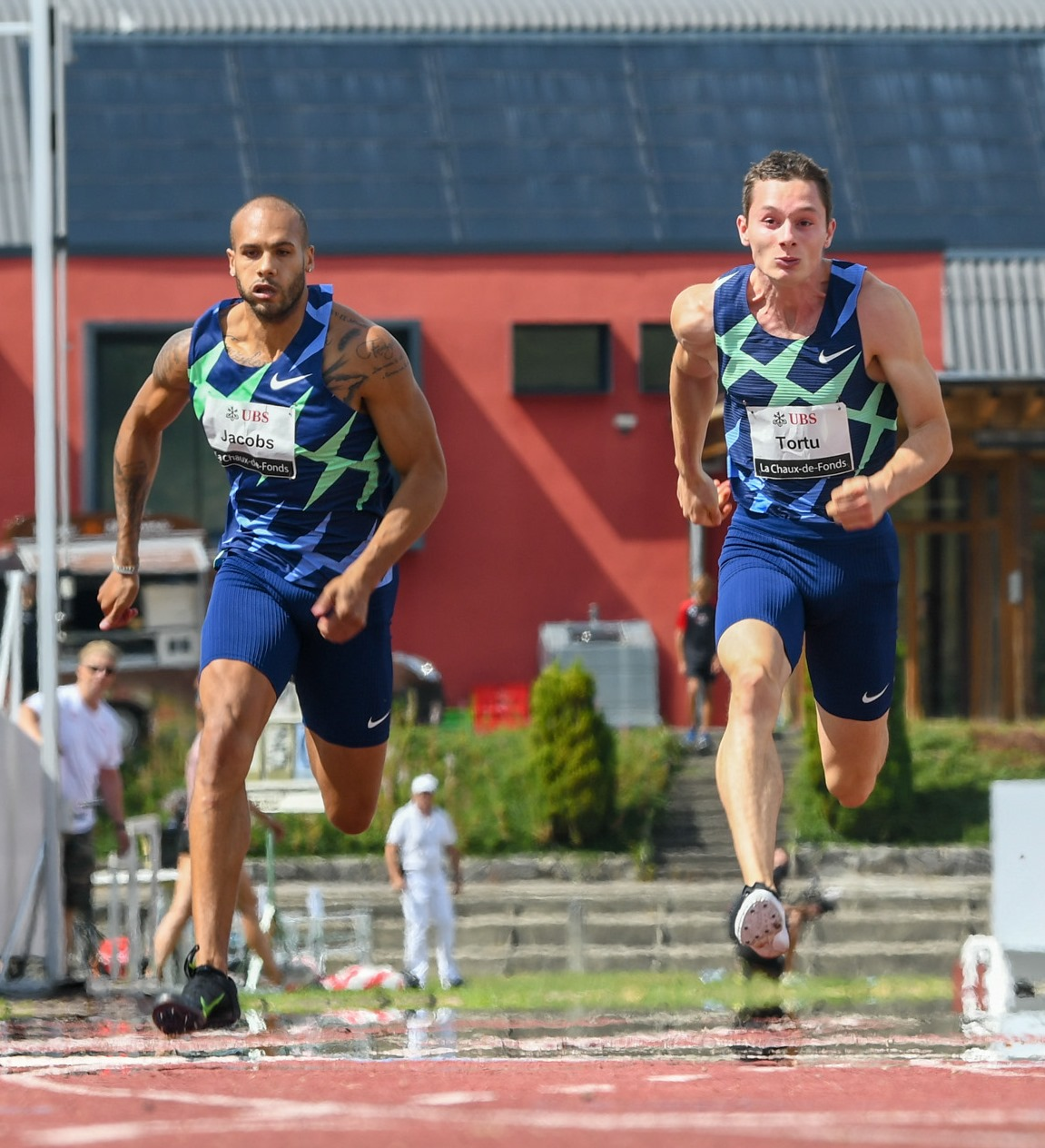
2020年

拉蒙特·马塞尔·雅各布斯（英語：Lamont Marcell Jacobs，1994年9月26日—）是一名意大利男子短跑运动员和跳远运动员，拥有美国和意大利双重国籍。他在2021年欧洲室内田径锦标赛期间获得了60米冠军。2021年8月1日，雅各布斯在2020年东京奥运会上以9.80的成绩创造了新的男子100米欧洲纪录，并获得金牌，同时他与队友获得2020年东京奥运会4×100米接力金牌。他也成為第一位代表意大利的男子百米冠军，也是29年来第一位来自欧洲的奧運男子百米冠军。

## 生平
他的母亲是意大利人，父亲是美国德克萨斯西非裔人。他出生在美国得克萨斯州埃尔帕索，在那里度过的时间还不到他满月。当他的父亲被派到韩国时，他和母亲一起搬到了代森扎诺-德尔加达。 他十岁开始在那里练习田径运动，最初更喜欢短跑，然后在2011年覺得自己對跳远有兴趣，成為跳遠運動員，之後又於2018年再度轉為短跑運動員。后来他搬到了罗马。他和他的伴侣妮可（Nicole Daza）以及他的两个孩子安东尼（Anthony，2019年出生）和梅根（2021年出生）住在一起。雅各布斯在他19岁时曾有过一段恋情，并有了一个儿子杰里米（Jeremy，生于2013年）。
2021年5月13日，在意大利萨沃纳，他以9.95秒的时间创造了100米的意大利纪录，成为打破10秒大关的人。2021年6月26日，尽管有-1.0m/s 的逆风，他在罗韦雷托以10.01秒的时间打破了意大利锦标赛的纪录，连续第四次获得全国冠军。
当被问及他的出身时，他说他觉得自己是100%意大利人，承认他不太会说英语。

## 國際大型運動賽會
| 年   | 賽事                   | 舉辦城市               | 名次   | 項目          | 記錄                                |
| ---- | ---------------------- | ---------------------- | ------ | ------------- | ----------------------------------- |
| 2013 | 歐洲青年田徑錦標賽     | 義大利列提             | 第9名  | 跳遠          | 7.20公尺                            |
| 2014 | 地中海U23田徑錦標賽    | 法國奧巴內             | 第5名  | 200公尺       | 21.26秒                             |
| 2016 | 地中海U23田徑錦標賽    | 突尼西亞突尼斯         | 金牌   | 跳遠          | 7.95公尺（地中海U23田徑錦標賽紀錄） |
| 2016 | 歐洲田徑錦標賽         | 荷蘭阿姆斯特丹         | 第11名 | 跳遠          | 7.59公尺                            |
| 2017 | 歐洲室內田徑錦標賽     | 塞爾維亞貝爾格勒       | 11q    | 跳遠          | 7.70公尺                            |
| 2018 | 歐洲田徑錦標賽         | 德国柏林               | 4sf2   | 100公尺       | 10.28秒                             |
| 2019 | 歐洲室內田徑錦標賽     | 英国 苏格兰格拉斯哥    | q      | 跳遠          | No Mark                             |
| 2019 | 世界接力賽             | 日本神奈川縣横浜市     | f      | 4×100公尺接力 | Did Not Finish                      |
| 2019 | European Athletics Cup | 波蘭比德哥什奇         | 銀牌   | 100公尺       | 10.39秒                             |
| 2019 | 世界田徑錦標賽         | 杜哈                   | 7sf1   | 100公尺       | 10.199秒                            |
| 2019 | 世界田徑錦標賽         | 杜哈                   | 4h1    | 4×100公尺接力 | 38.11秒（Season Best）              |
| 2021 | 歐洲室內田徑錦標賽     | 波蘭托倫               | 金牌   | 60公尺        | 6.47秒（Season Best）               |
| 2021 | 世界接力賽             | 波蘭西利西亞           | 金牌   | 4×100公尺接力 | 39.21秒                             |
| 2021 | 夏季奧林匹克運動會     | 日本東京都             | 金牌   | 100公尺       | 9.80秒（Personal Best）             |
| 2021 | 夏季奧林匹克運動會     | 日本東京都             | 金牌   | 4×100公尺接力 | 37.50秒（Personal Best）            |
| 2022 | 世界室內田徑錦標賽     | 塞爾維亞貝爾格勒       | 金牌   | 60公尺        | 6.407秒（Personal Best）            |
| 2022 | 世界田徑錦標賽         | 美国俄勒岡州雷恩郡尤金 | 2h4    | 100公尺       | 10.032秒                            |
| 2022 | 歐洲田徑錦標賽         | 德国慕尼黑             | 金牌   | 100公尺       | 9.95秒（Season Best）               |
| 2023 | 歐洲室內田徑錦標賽     | 土耳其伊斯坦堡         | 銀牌   | 60公尺        | 6.50秒（Season Best）               |

## 統計
| 成績                    | 風速（m/s） | 反應時間 | 時間          | 地點                     | 地面條件（溼度，溫度，天氣狀況） |
| ----------------------- | ----------- | -------- | ------------- | ------------------------ | -------------------------------- |
| 9.80秒                  | +0.1        | 0.161秒  | 2021年8月1日  | 日本東京都新宿区霞ヶ丘町 | 78%，28℃，Few clouds             |
| 9.84秒                  | +0.9        | 0.179秒  | 2021年8月1日  | 日本東京都新宿区霞ヶ丘町 | 68%，30℃，Few clouds             |
| 9.94秒                  | +0.1        | 0.145秒  | 2021年7月31日 | 日本東京都新宿区霞ヶ丘町 | 57%，29℃，Few clouds             |
| 9.95秒                  | +1.5        |          | 2021年5月13日 | 義大利沙弗納             |                                  |
| 9.95秒                  | +0.1        | 0.153秒  | 2022年8月16日 | 德国慕尼黑               | 32%，27℃，Sunny                  |
| 9.99秒                  | +0.3        | 0.204秒  | 2021年7月9日  | 摩納哥丰维耶             | 51%，27℃，Sky Clear              |
| 10.00秒                 | +0.2        | 0.140秒  | 2022年8月16日 | 德国慕尼黑               | 37%，26℃，Sunny                  |
| 10.01秒                 | -1.0        |          | 2021年6月26日 | 義大利罗韦雷托           |                                  |
| 10.03秒                 | +1.7        |          | 2019年7月16日 | 義大利帕度亞             |                                  |
| 10.032秒                | +0.2        | 0.110秒  | 2022年7月15日 | 美国俄勒岡州雷恩郡尤金   | 41%，28℃                         |
| 平均約9.9536399515985秒 |             |          |               |                          |                                  |

## 外部連結
- 馬塞爾·雅各布斯在的頁面
- 馬塞爾·雅各布斯的Facebook專頁
- 馬塞爾·雅各布斯的Instagram帳戶